# Pterostichus lustrans
Pterostichus lustrans är en skalbaggsart som beskrevs av Leconte 1851. Pterostichus lustrans ingår i släktet Pterostichus och familjen jordlöpare. Inga underarter finns listade i Catalogue of Life.